# Anaon (série télévisée)
Production
Diffusion
Anaon est une série télévisée française créée par Bastien Dartois, en collaboration avec Sylvain Caron et Elsa Vasseur, et réalisée par David Hourrègue.
Ce thriller fantastique est une production de Tetra Media Fiction pour Prime Video et France Télévisions.
La série est présentée en compétition française au Festival Séries Mania 2025 à Lille.

## Distribution
- Guillaume Labbé : Maximilien Sendac, major de la gendarmerie de Harz en Bretagne
- Capucine Malarre : Wendie Sendac, la fille de Maximilien
- Eugénie Derouand : Lucie Ker
- Christiane Cohendy : Jeanne Navart
- Aaliyah Lexilus : Léa Terrien
- Jean-Baptiste Blanc : Nathan Legrand
- Jérémie Covillault : Jean-Guy Le Guillou
- Steve Driesen : Monsieur Larri, le maire
- Maxence Danet-Fauvel : Fred Morlaix
- Yves Pignot : Claude Seignolle
- Anne Serra : Sarah Sendac
- Loris Verrecchia : Armand Sylvain
- Féodor Atkine : Le Capitaine, Bernard Le Gall
- Fabien Houssaye : Bugul Noz
- Annouck Saussier : Gwen Prigent
- Soraya Bitard : Marine, la bibliothécaire

## Production

### Genèse et développement
Ce thriller fantastique est une production de Tetra Media Fiction pour Prime Video et France Télévisions, réalisée avec le soutien de Bretagne Cinéma et de la région Bretagne,,,.
La série est créée par Bastien Dartois en collaboration avec Sylvain Caron et Elsa Vasseur, écrite par Bastien Dartois, Sylvain Caron, Elsa Vasseur et Marine Maugrain Legagneur, et réalisée par David Hourrègue,,.
Les producteurs Antoine Szymalka et Alexandre Boyer soulignent que « Le sous-texte de cette intrigue, c'est surtout la relation entre ce père et sa fille, qui doivent réapprendre à dialoguer sans leur « glu » depuis leur deuil. C'est la question de la reconstruction. ». De son côté, le réalisateur David Hourrègue précise : « Je souhaitais parler d'une vie plus rurale. Ces endroits où tout le monde se connaît et où la rumeur se répand vite. ».
La série est présentée en compétition française au Festival Séries Mania 2025 à Lille,.

### Tournage
Le tournage de la série a lieu du 20 mai au 9 août 2024 en Bretagne, entre autres à Bécherel et Saint-Méen-le-Grand dans le département d'Ille-et-Vilaine, dans les monts d'Arrée et au chaos granitique de Huelgoat dans le département du Finistère,,.

### Fiche technique
Sauf indication contraire, les informations mentionnées dans cette section peuvent être confirmées par les bases de données cinématographiques  présentes dans la section « Liens externes ».
- Titre français : Anaon
- Création : Bastien Dartois[9],[10]
- Réalisation : David Hourrègue[1],[2],[3],[11],[4],[9]
- Scénario : Bastien Dartois, Sylvain Caron, Elsa Vasseur et Marine Maugrain Legagneur[1],[2],[3],[9]
- Musique : Audrey Ismael
- Décors : Edwige le Carquet[10]
- Costumes : Hélène Davoudian
- Montage : Jérémie Pitard, Adrien Pallatier, Anne Saiac
- Production : Alexandre Boyer et Antoine Szymalka[1],[2]
- Société de production : Tetra Media Fiction[1],[2]
- Sociétés de distribution : Prime Video et France Télévisions[1],[2],[3],[11]
- Pays de production :  France
- Langue originale : français
- Format : couleur
- Genre : Thriller fantastique[1],[2],[4],[3],[10]
- Nombre de saisons : 1
- Nombre d'épisodes[1],[2] : 6
- Durée : 52 minutes[1],[2]
- Dates de première diffusion :
  - 4 avril 2025 sur Prime Video[9],[10]

## Accueil critique
Alexandre Letren, du site VL-Media, est enthousiaste : « Avec cette nouvelle série, la fiction française frappe très fort avec un projet audacieux, fédérateur et addictif […] Tout dans Anaon a été soigné : de l'écriture qui soigne ses effets et maîtrise son histoire, jusqu'à la réalisation où l'on se surprend dans chaque scène à y voir une photo, un tableau (tant la lumière et la photographie sont réussis), jusqu'à la musique envoûtante au possible que signe une nouvelle fois magistralement Audrey Ismaël ».